# Philipp Winterhalder
Philipp Winterhalder  (* 2. Mai 1667 in Kirchzarten; † 18. Dezember 1727 in Gengenbach) war ein deutscher Künstler aus der Bildhauersippe Winterhalder. Er arbeitete im Stil des Barock. Sein Leben und Werk hat besonders Hermann Brommer erforscht.

## Leben
Philipp und sein jüngerer Bruder Clemens (* 1668), der ebenfalls Bildhauer wurde, waren neben drei Mädchen Kinder des Kirchzartener Bildhauers Johann Conrad Winterhalder (1640–1676) und der Magdalena Hoffmännin (1629–1674). Für sie war es die zweite Ehe. Aus ihrer ersten Ehe, mit dem Kirchzartener Bildhauer Johann Georg Hauser (1611–1660/61) („Hauser II“ nach Hermann Brommer), war unter sieben Kindern der spätere Bildhauer Franz Hauser (1651–1717) („Hauser III“) hervorgegangen.
Philipp und Clemens waren beim Tod ihres Vaters erst neun und sieben Jahre alt. Zunächst kümmerte sich ihr Großvater um sie, der Bildhauer Bartholomaeus Winterhalder (um 1613–1680) auf dem Oberfallengrundhof in Neukirch (Furtwangen im Schwarzwald). Danach lernten sie in der Werkstatt ihres Stiefbruders Franz Hauser („Hauser III“) in Freiburg im Breisgau. Er hatte einige Zeit in Schlettstadt im französischen Elsass gearbeitet und eine Schlettstädterin zur Frau. Obendrein gehörte Freiburg seit dem Frieden von Nimwegen 1679 (und bis zum Frieden von Rijswijk 1697) zu Frankreich. Das mag dazu beigetragen haben, dass sie sich nach den Lehrjahren ins Elsass begaben. Dort, und zwar in Dambach-la-Ville, entstand ihr erstes bekanntes, gemeinsames, von Hermann Brommer für sie entdecktes Werk, der Hochaltar der Sebastianskapelle. In den Rechnungen für den Altar werden sie von 1691 bis 1693 genannt. Philipp ist – knapp hinter dem Bruder – auch in einer Dambacher Taufurkunde belegt (lateinisch und in Brommers Übersetzung): „Patrinus fuit Dnus Philippus Winterhalder frater mox praefati d: Clementis, et Senior in arte et aetate.“ – „Taufpate ist Herr Philipp Winterhalder gewesen, der Bruder des vorgenannten Herrn Clemens, und zwar der Ältere sowohl in der Kunst als auch im Lebensalter.“
Beide Brüder arbeiteten anschließend bis Mitte der 1690er Jahre für die Benediktiner-Abteikirche St. Mauritius in Ebersmünster. Philipp heiratete dort eine in Straßburg wohnhafte Bildhauer-Witwe, fertigte vermutlich dekoratives Schnitzwerk für die Altäre an und kehrte dann nach Deutschland zurück. Gengenbach, das 1689 im Pfälzischen Erbfolgekrieg vollständig zerstört worden war, versprach gute Aufträge. 1696 wurde er Bürger der Stadt. Clemens‘ Spuren dagegen verlieren sich nach 1696.
Im Jahr 1700 wurde Philipp in Gengenbach zum Ratsherrn gewählt, und wohl im selben Jahr heiratete er nach dem Tode seiner ersten Frau ein zweites Mal. Von der ersten Frau hatte er zwei, von der zweiten vierzehn Kinder, unter den letzteren Clemens (* 1712), der den Beruf des Vaters wählte, über dessen Werk aber nichts bekannt und der ab 1730 nicht mehr bezeugt ist.

## Werk
Nach Brommer ist Clemens der Hauptmeister des Dambacher Altars, den man „das schönste im Elsaß erhaltene geschnitzte Altarwerk aus dem 17. Jahrhundert“ genannt hat; Philipp habe eine untergeordnete Rolle gespielt. „Was allerdings Philipp Winterhalder zeitlebens beibehalten sollte, zeichnet schon das Dambacher Werk in besonderem Maße aus, die Freude an überreicher Dekoration.“ In Ebersmünster weist Brommer Philipp Winterhalder die Antependien von Hochaltar und Seitenaltären zu, „mit Band- und Blütendekorationen reich geschmückte Tafeln“.
Von Philipps übrigen Werken sind erhalten (chronologisch):

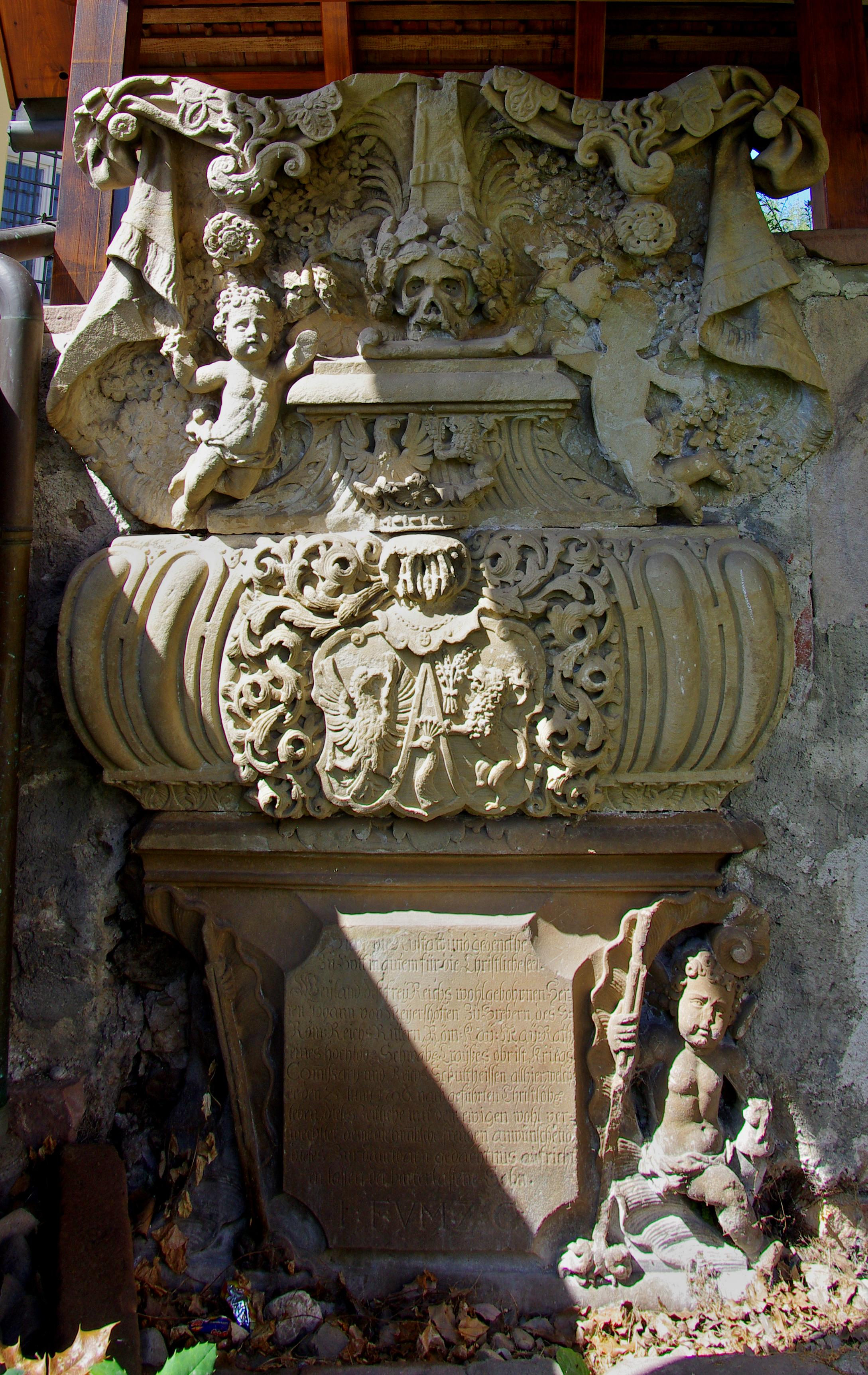
Grabmal für Johannes von Meyershofen in Zell am Harmersbach

- Um 1700 Wappen des Abtes Augustinus Müller (Abt von 1696 bis 1726) über dem Portal zum Westflügel des ehemaligen Benediktiner-Klosters Gengenbach. Ein Stilmerkmal Philipps sind nach Brommer die Blütendekoration und die in Rollenlöckchen gewickelten Haare der beiden Putten.

- 1701 Madonna vom Hauptportal der ehemaligen Abteikirche, heutigen Gengenbacher Stadtkirche St. Marien;[5] die Madonna befindet sich seit 1998 in der ehemaligen Pfarrkirche, heutigen Gengenbacher Friedhofskirche St. Martin.[6][7]

- 1706 Grabmal für Johannes von Meyershofen († 1706) unter einem Schutzdach auf dem südlichen Vorplatz der katholischen Pfarrkirche St. Symphorian in Zell am Harmersbach. „Aufwendige Prachtentfaltung, Blütendekoration, die Amoretten mit den gerollten Löckchen ..., alle Details verraten unbezweifelbar die Hand des Gengenbacher Bildhauers.“[8]

- 1710 Hochaltar der Pfarr- und Wallfahrtskirche Hl. Dreifaltigkeit in Sasbachwalden.[9] „Die architektonisch strenge Form ... wird durch reiche Dekoration aufgelockert, allerdings nicht verdeckt. Das Hauptbild über dem Tabernakel zeigt die Krönung Mariens durch die Hl. Dreifaltigkeit ... Es wird eingerahmt durch drei für Winterhalder typische Säulen, jeweils zwei glattgedrehte und eine gewundene, laubgeschmückte, die auf kräftigem Gebälk einen torbogenartigen Abschluß tragen. In verkleinerter Form wird das obere Altarbild genau so gerahmt und stellt die Hl. Familie auf dem Wandel dar ... Als Abschluß des großartigen Altars scheint der Erzengel Michael mit Schwert und Seelenwaage förmlich herbeizueilen, um die Seelen zum Gericht Gottes zu führen.“[10]

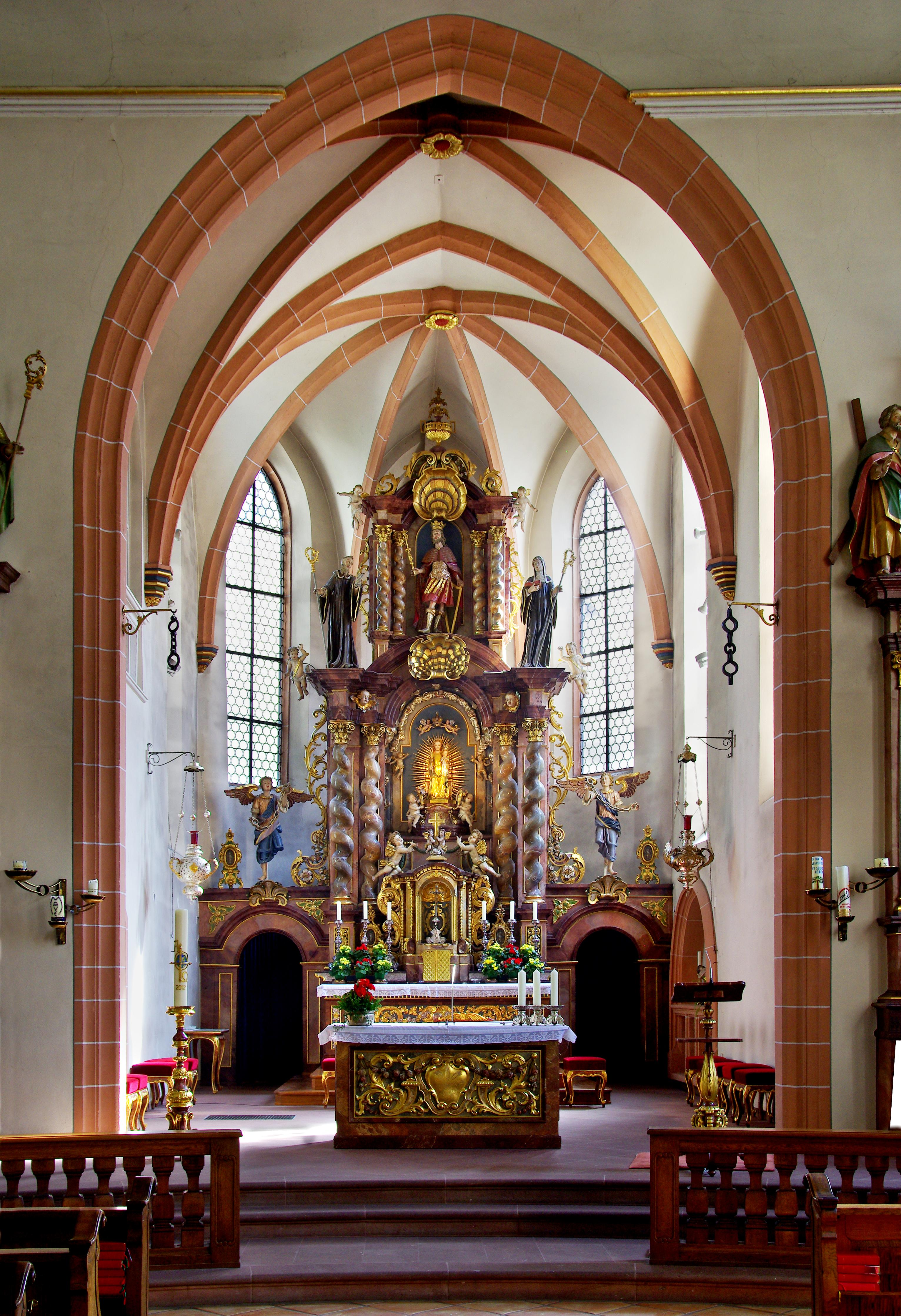
Hochaltar von „Maria zu den Ketten“ in Zell am Harmersbach

- 1712–1715 Hochaltar und linker Seitenaltar der Wallfahrtskirche „Maria zu den Ketten“ in Zell am Harmersbach.[11][12] „Eine genaue Betrachtung des Hochaltars vermittelt die Erkenntnis, daß immer wieder an dem Winterhalder-Werk herumgebastelt worden ist, so daß der heutige Zustand nicht mehr ganz dem von 1715 entspricht.“[13]

- 1717 für Hohberg-Niederschopfheim geschaffener, jetzt in der Kirche St. Michael in Malsch-Waldprechtsweier aufbewahrter Altar mit einer Marienkrönung ähnlich der in Sasbachwalden.

- 1719 Tür des Hauptportals der ehemaligen Gengenbacher Abteikirche. „Mit geriffelten Bändern, überreichem Blüten- und Blattwerk nehmen sich die flacherhaben geschnitzten Zierreliefs wie ein Musterbuch winterhalderischer Dekorationskunst aus. ... Qualität, die an die Antependien Ebersmünsters ... denken läßt.“[14]

- 1720 kleiner Altar für die Gengenbacher Friedhofskirche St. Martin, jetzt in der St.-Jakobus-Kapelle auf dem Bergle.[7]

- 1722 Winterhalders Figuren und plastischer Schmuck für den Hochaltar der ehemaligen Gengenbacher Abteikirche sind bis auf einen Evangelisten Johannes, der heute im Museum Haus Löwenberg steht, verloren.

- 1722–1727 plastischer Schmuck des Hochaltars und beide Seitenaltäre der Friedhofskirche St. Martin.[15][7] "An dem massiv gebauten Altarwerk <des rechten Seitenaltars>, dessen wuchtige, strenge Form schon mehr den Klassizismus als etwa das Rokoko ahnen läßt, fällt die in Weiß-Gold-Fassung gehaltene überreiche Dekoration auf. ... Voluminös ausbauchendes Laubwerk, Palmetten und Blütengirlanden am Stifterwappen, das Antependium nach dem Muster von Ebersmünster ... werden ergänzt durch neue gitterartige Régence-Dekorationen an den Säulen und stilisierte Muster."[16] Das Kruzifix am Chorbogen ist eines von Winterhalders letzten datierbaren Werken.

Nicht datierbar, aber Philipp Winterhalder zuzuschreiben sind nach Brommer:
- etliche Kruzifixe.

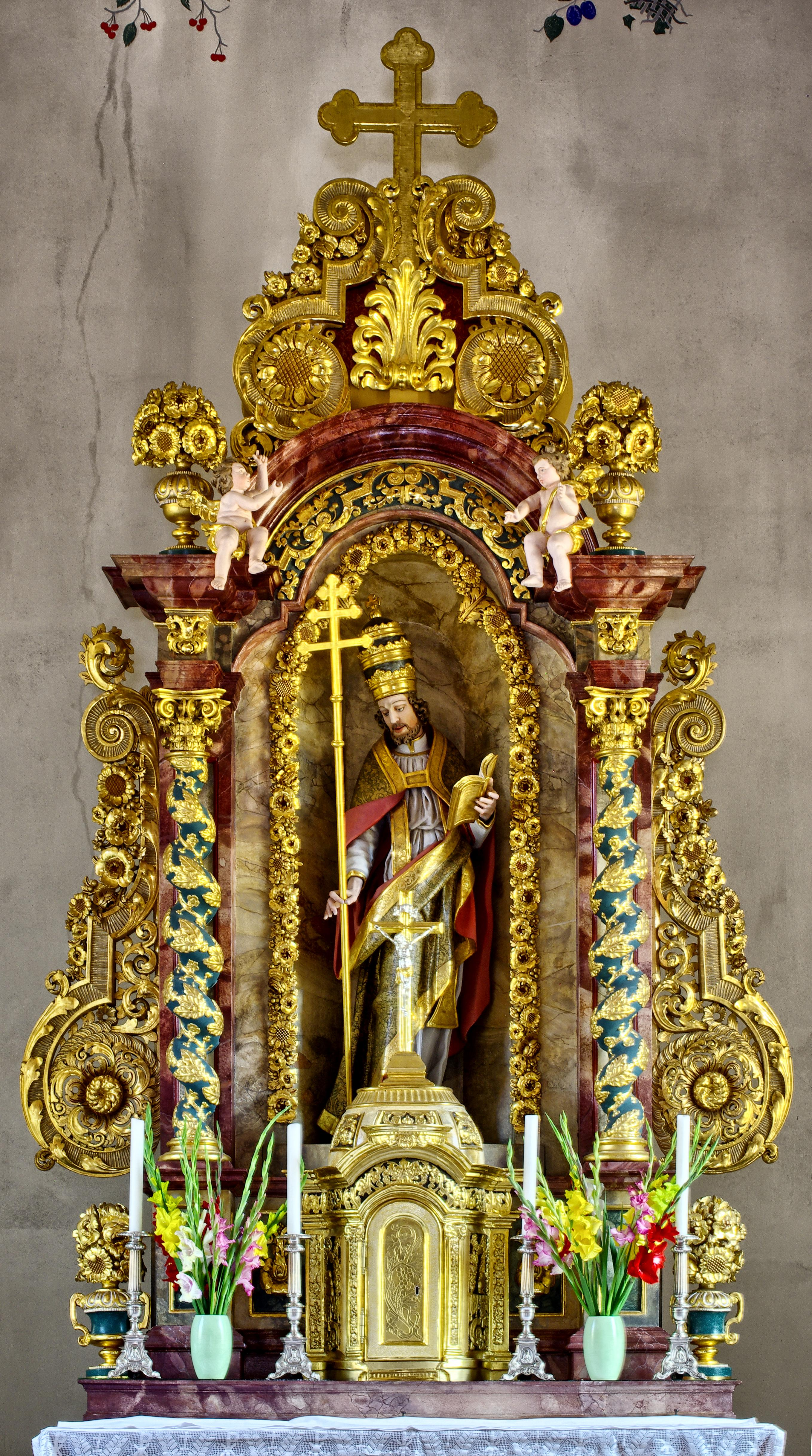
Hochaltar von „St. Anastaius und hl. Edith Stein“ in Erlach

- Fünf Figuren in der Heilig-Kreuz-Kirche Renchen, nämlich ein Gottvater, eine Madonna, eine heilige Helena, ein Johannes der Täufer und ein heiliger Sebastian.[17][18]

- Choraltar der Pfarrkirche St. Anastasius und heilige Edith Stein in Erlach (Renchen).[19] „Aus geriffelten, vom Rand her laubwerküberlappten Bändern geformte Blindflügel und die Altarbekrönung mischen sich zu einer dem winterhalderischen Schaffen um 1715 eigenen überreichen Dekoration.“[20]

- Choraltar der Pfarrkirche St. Mauritius in Prinzbach, einer Ortschaft von Biberach (Baden).[21][22] „Choraltar mit Ädikula und Blindflügeln in prunkvoller Aufmachung, um 1715, Philipp Winterhalder zugeschrieben. Herzhaft frische, in Lüstertechnik gefaßte Schnitzfiguren der drei Ritter-Heiligen Mauritius, Georg und Sebastian.“[23]

## Würdigung
Brommer hält Clemens für den bedeutenderen der Winterhalder-Brüder. Jedoch blieb sein Werk schmal und auf das Elsass beschränkt. Philipp wirkte viel weiter. Außer Franz Hauser beeinflussten ihn die Kunst des Unterelsass und Straßburgs. Nach seiner Einbürgerung in Gengenbach und seiner Wiederverheiratung erlangte er für den Breisgau und die Ortenau als Bildhauer eine beherrschende Stellung. Über die Strenge seiner Altaraufbauten legte er eine überreiche Dekoration. Er „hinterließ ein von unverwechselbarer Manier gezeichnetes Werk“.